# Montagu Norman
Montagu Collet Norman, Primer Barón de Norman (6 de septiembre de 1871 – 4 de febrero de 1950) fue un banquero británico, muy conocido por su cargo de Gobernador del Banco de Inglaterra entre 1920 y 1944.
Sir Montagu Norman fue el mayor de los hijos de Frederick Henry Norman y Lina Susan Penelope Collet, una de las hijas de Sir Mark Wilks Collet, Primer Baronet, también Gobernador del Banco de Inglaterra. Fue educado en Eton College y en King's College, Cambridge. Fue nombrado Primer Barón Norman el día 13 de octubre de 1944. La baronía se extinguió tras su muerte, en 1950. La familia Norman es muy conocida en banca en el Reino Unido.
Durante el mandato de Norman, el banco experimentó cambios significativos. En 1931, el Reino Unido abandonó permanentemente el patrón oro. En ese punto, las reservas extranjeras del banco y las reservas de oro fueron transferidas al tesoro británico.
Fue un gran amigo del ministro de finanzas de la Alemania nazi, Hjalmar Schacht, así como el padrino de uno de los nietos de Schacht. Ambos fueron miembros de grupos de amistad angloalemanes y del Consejo de Administración del Banco de Pagos Internacionales.
El papel y responsabilidad exactos de Norman en 1939 como consejero del BPI, cuando se transfirieron seis millones de libras de oro checoslovaco que estaba depositado en el banco hacia el Reichsbank alemán, todavía no ha sido determinado por la historiografía.
El día 2 de noviembre de 1933, Norman se casó con Priscilla Reyntiens, concejala en el Ayuntamiento de Londres y nieta de Séptimo Conde de Abingdon. Su hermano y su sobrino llegaron a ser banqueros relevantes.